# Julius García Alonso
Julius García Alonso (* 7. September 1905 in Luanco, Asturien, Spanien; † 24. Januar 1988) war ein US-amerikanischer Fußballspieler, -trainer, -schiedsrichter, sowie -funktionär. Er fungierte unter anderem als Ligasekretär, Kassenführer und Archivar. Im Jahre 1972 wurde er in der „Builder“-Kategorie in die National Soccer Hall of Fame aufgenommen.

## Leben
Julius García Alonso wurde am 7. September 1905 als Sohn von José und Dionisia García in der nordspanischen Stadt Luanco in der Provinz Asturien geboren und hatte die Geschwister Marcellino, José, Hyneo, Luz, Tomasa und Raymond. Im Alter von neun Monaten wanderte er im Jahre 1906 mit seiner Familie in die Vereinigten Staaten aus. Während er am 8. Juni 1906 zusammen mit seiner Mutter und den beiden Brüdern José „Joe“ und Hyneo in New York ankam, war der Vater bereits vorab mit den anderen Kindern in die neue Heimat gereist, um alles für die Ankunft der restlichen Familie vorzubereiten. Die Familie ließ sich in Anmoore im US-Bundesstaat West Virginia nieder, wo er in späteren Jahren auch seine Laufbahn als Fußballspieler begann und in der von Exil-Spaniern bewohnten Ortschaft Grasselli aufwuchs. In der neuen Heimat bekamen die Eltern noch einen weiteren Sohn, der allerdings noch sehr jung verstarb. Wie der Großteil der spanischen Einwanderer in dieser Zeit arbeitete auch der Vater in einer Zink-Fabrik, in der auch Julius García Alonso ab einem Alter von zwölf Jahren mithalf. Im Jahre 1919 kehrte Alonso wieder in sein Geburtsland zurück, besuchte hier in seinem Geburtsort das Instituto del Santísimo Cristo del Socorro, eine Schule für Handel, und spielte parallel dazu für einen lokalen Fußballverein mit dem Namen Marino FC.
1922 erfolgte der Wechsel zum Hauptstadtklub Madrid FC, der heute unter dem Namen Real Madrid bekannt ist. Sein dortiges Engagement dauerte etwa zwei Jahre, ehe er im Jahre 1924 wieder in die Vereinigten Staaten zurückkehrte. In den darauffolgenden Jahren gründete er zusammen mit seinem Bruder diverse Fußballmannschaften, wie den Canton Sporting Club in Ohio oder den Donora Spanish Football Club in Pennsylvania. Darüber hinaus studierte er ab dem Jahre 1927 Elektrotechnik an der Bliss Electrical School in Takoma Park, Maryland, unweit der Stadtgrenze von Washington, D.C. Während seines dortigen Studiums spielte er für zwei lokale Fußballmannschaften: die Blick’s Acadians und Juvendud Gallega. Da er zu diesem Zeitpunkt bereits beschlossen hatte, nicht weiter in einer Zink-Fabrik zu arbeiten, erhielt er kurz nach seinem Studium ein Angebot von Consolidated Edison und nahm eine dortige Anstellung in New York an. Bei der Consolidated Edison Company war er daraufhin 42 Jahre lang, parallel zu seinen diversen Tätigkeiten im Fußballsport, angestellt.
1936 wurde er Manager des State Football Club mit Spielbetrieb in der Brooklyn League in New York und arbeitete später als Schiedsrichter-Sekretär des Franchises Brooklyn Hispano in der American Soccer League. Seinen Kriegsdienst während des Zweiten Weltkrieges leistete Alonso unter anderem für 18 Monate bei der The Aluminum Company of America und kam später ans Oak Ridge National Laboratory nach Oak Ridge im US-Bundesstaat Tennessee, wo er für das Kriegsministerium der Vereinigten Staaten am Manhattan-Projekt mitarbeitete. Hierbei war er für die gesamte Elektrizität in der Anlage verantwortlich und war auch hier über einen Zeitraum von 18 Monaten angestellt. Obwohl er vom damaligen Kriegsminister Henry L. Stimson für seine Arbeit ein Lob erhielt und ihm eine langfristige Festanstellung beim Oak Ridge National Laboratory in Aussicht gestellt wurde, lehnte Alonso ab und kehrte nach Kriegsende im Jahre 1945 wieder zu Brooklyn Hispano und zu seinem Dienstgeber Consolidated Edison zurück.
Zwei Jahre später begann er sein jahrzehntelanges Engagement bei der American Soccer League, bei der in den nachfolgenden Jahrzehnten in diversen Positionen und Funktionen tätig war. So war der gebürtige Spanier als Vice President, Sekretär, Geschäftsführer und ab dem Jahre 1967 sogar als erster leitender Sekretär (engl.: first executive secretary) tätig. Aufgrund seiner Erfahrungen erhielt er bereits in frühen Jahren den Spitznamen „Mr. American Soccer League“. Als die Liga in den 1950er Jahren beschloss einige Spiele aus England und Schottland in die Vereinigten Staaten zu holen, fungierte Alonso als Scout und Road Manager. Alonso war es auch der Mannschaften wie Manchester United oder Celtic Glasgow für wenige Wochen im Jahr in die Vereinigten Staaten holte. Später fungierte er außerdem noch im United States Olympic Committee, sowie im National Open Challenge Cup Committee. Im Jahre 1972 wurde er in der „Builder“-Kategorie in die National Soccer Hall of Fame aufgenommen.
Am 24. Januar 1988 starb Alonso 82-jährig nach kurzer Krankheit, nachdem er rund 70 Jahre seines Lebens dem Fußballsport gewidmet hatte. Er wurde am Holy Sepulchre Cemetery in Coram, New York beerdigt. Seine 1912 geborene Ehefrau Angeline, mit der er seit 1934 verheiratet war, überlebte ihn um rund 27 Jahre und starb im Jahre 2015 im Alter von 102 bzw. 103 Jahren. Sie wurde an seiner Seite beerdigt.